# Trachypithecus vetulus
Trachypithecus vetulus (Лутунг білобородий) — вид приматів з роду Trachypithecus родини мавпові.

## Опис
Це тонкі, довгохвості примати. Довжина голови і тіла самців: 50-65 см, самиць: 45-60 см. Довжина хвоста самців: 67-85 см, самиць: 62-82 см. Вага самців: 62-82 см, самиць: 3,1-9 кг. Хутро коричнево-чорного кольору, лише від білого до коричнювато-білого кольору волосся обрамляє безволосе чорне лице.

## Поширення
Ендемік Шрі-Ланки. Їх місце існування це ліси різних типів, в тому числі тропічні ліси і гірські ліси до 2000 метрів над рівнем моря.

## Стиль життя
Живуть в основному на деревах в гарем групах. Решта самці утворюють холостяцькі групи 2 до 14 тварин. Це територіальні тварини, які реагують агресивно на інші групи. Самці з холостяцьких груп можуть атакувати лідера гаремної групи, щоб взяти групу під свій контроль. Якщо це вдасться, вона часто вдаються до дітовбивства, щоб породити власне потомство. Ці примати харчуються переважно листям, але також їдять плоди, насіння та квіти. У них є багатокамерний тонкий шлунок для кращого використання рослинної їжі.
Після 195-210-денної вагітності, самиця народжує одне дитинча. У новонародженого спочатку буре хутро, яке набуває забарвлення дорослих за кілька тижнів. За 7—8  місяців, діти віднімаються від грудей, статева зрілість настає у близько 4 роки. Самці повинні залишити рідну групу в цей час.

## Загрози та охорона
Вирубка лісів і, меншою мірою полювання призвели до зниження популяцій. Занесений в Додаток II СІТЕС. Зустрічається в багатьох охоронних територіях.